# Fellipe Andrew
Fellipe Andrew Silva (nascido em 24 de outubro de 1994) é um faixa-preta de jiu-jitsu brasileiro treinado por Rodrigo Cavaca. Ele foi campeão mundial na divisão absoluta em 2021 e campeão mundial na divisão de 94 kg em 2023. Ele também conquistou o título de campeão europeu em 2019, 2020, 2022  e 2023. Além disso, foi campeão pan-americano em 2019, 2020 e 2021.
Andrew esteve entre os seis campeões na edição inaugural do IBJJF Crown em 2023.
Antes de suas conquistas nos campeonatos, ele treinava na Zenith BJJ [en] com Robert Drysdale. Posteriormente, mudou-se para a  Alliance Jiu Jitsu (filial de San Diego), e, em 2024, passou a treinar na  Art of Jiu Jitsu em Costa Mesa. Em setembro de 2024, Andrew teve sua medalha do Pan-Americano cassada e aceitou dois anos de inelegibilidade por violar testes antidoping.

## Início da vida e treinamento
Andrew nasceu em 24 de outubro de 1994, em Caruaru, no estado de Pernambuco, Brasil. O esporte teve grande influência em sua vida. Durante a adolescência, Andrew se interessou por artes marciais e praticava kung fu diariamente. Em abril de 2011, um amigo sugeriu que ele experimentasse o jiu-jitsu brasileiro. Adriano Estanislau, cuja academia era afiliada à  Checkmat, tornou-se seu primeiro instrutor de jiu-jitsu. Rodrigo Cavaca, que mais tarde deixou a Checkmat para fundar a Zenith BJJ, treinava com Andrew e Estanislau. Como faixa-roxa, Andrew mudou-se para Santos, em São Paulo, para treinar com Cavaca, o que impulsionou sua carreira nos circuitos nacional e internacional. Em 2017, ele enfrentou alguns dos melhores faixas-pretas do mundo no Grand Prix da Copa Pódio, conquistando um honroso segundo lugar. Em dezembro daquele ano, foi promovido a faixa-preta.

## Carreira profissional no grappling

### 2019–2020 - Início da carreira
Andrew venceu diversos eventos importantes da Federação Internacional de Jiu-Jitsu Brasileiro (IBJJF) em 2019 e 2020, incluindo o Campeonato Europeu e o Campeonato Pan-Americano da IBJJF. Ele também integrou a equipe que representou a Alliance Gold no Subversiv 3, em 28 de agosto de 2020. Ele obteve um recorde de 2–1 no evento, embora sua equipe tenha terminado em quarto lugar.
Em seguida, competiu contra William Tackett no evento principal do Third Coast Grappling 5, em 19 de dezembro de 2020. Ele perdeu a luta por finalização.

### 2021–2022 - Primeiro campeonato mundial da IBJJF
Andrew venceu Max Gimenis por decisão no Fight 2 Win 181, em 14 de agosto de 2021. Em seguida, competiu no Campeonato Pan-Americano da IBJJF 2021 e conquistou o ouro nas divisões peso-pesado e absoluta. Andrew voltou ao Fight 2 Win 183, em 10 de setembro de 2021, onde finalizou Fellipe Trovo com um estrangulamento. Depois, enfrentou Yuri Simões [en] no evento principal do Fight 2 Win 185, em 24 de setembro de 2021, e perdeu por decisão.
Andrew competiu nas divisões peso-pesado e absoluta do Campeonato Mundial de Jiu-Jitsu da IBJJF 2021, terminando com medalhas de prata em ambas. O campeão da divisão absoluta, Felipe Pena, posteriormente falhou em um teste antidoping e teve seu título cassado, o que promoveu Andrew a campeão. Andrew foi então convidado a competir no Grand Prix de Peso-Pesado da IBJJF 2021, em 11 de novembro de 2021, mas perdeu para Mahamed Aly na rodada inicial.
Andrew retornou às competições da IBJJF no Campeonato Europeu de Jiu-Jitsu IBJJF 2022, onde venceu as divisões superpesado e absoluta. Ele foi então convidado a competir contra Gutemberg Pereira em uma superluta no BJJ Stars 8, em 30 de abril de 2022, mas perdeu por finalização. Em seguida, finalizou Roosevelt Sousa em outra superluta no Grand Prix da IBJJF 2022, em 28 de outubro de 2022.

### 2023 - Segundo campeonato mundial da IBJJF
Andrew competiu na divisão peso-pesado do Campeonato Europeu da IBJJF 2023, de 23 a 29 de janeiro de 2023. Ele venceu todos os adversários e conquistou a medalha de ouro na divisão. Andrew então venceu quatro medalhas de ouro no Los Angeles Open da IBJJF 2023, em 11 de março de 2023, conquistando as divisões peso-pesado e absoluta, com e sem kimono.
Andrew participou da divisão peso-pesado do Campeonato Pan-Americano de Jiu-Jitsu Brasileiro da IBJJF, de 22 a 26 de março de 2023. Ele terminou com a medalha de prata após perder para Adam Wardzinski na final.
Andrew foi convidado a competir no grand prix absoluto do BJJ Stars 10, em 22 de abril de 2023. Ele venceu seus três primeiros adversários antes de perder para Erich Munis na final, ficando com o segundo lugar.
Andrew venceu as divisões peso-pesado e absoluta no San Diego Spring Open da IBJJF 2023, em 20 de maio de 2023. Em seguida, participou da divisão peso-pesado do Campeonato Mundial de Jiu-Jitsu  da IBJJF, de 1 a 4 de junho de 2023. Ele venceu a divisão e conquistou seu segundo título mundial.
Andrew foi convidado a competir no grand prix absoluto sem quimono do UFC Fight Pass Invitational 4, em 29 de junho de 2023. Ele foi finalizado por Vagner Rocha na rodada inicial.
Andrew venceu uma medalha de ouro no Phoenix Open da IBJJF 2023, em 29 de julho de 2023. Ele também venceu a divisão absoluta do San Diego Summer Open da IBJJF 2023, em 5 de agosto de 2023.
Andrew foi convidado a competir no Grand Prix Absoluto da IBJJF, em 1 de setembro de 2023. Ele venceu sua primeira luta antes de perder para Victor Hugo na semifinal. Andrew então venceu uma medalha de ouro na divisão meio-pesado do Abu Dhabi Grand Slam - Miami, em 17 de setembro de 2023.
Andrew competiu em uma superluta contra Uanderson Ferreira no ADXC 1, em 20 de outubro de 2023. Ele venceu a luta por finalização. Em seguida, subiu para a divisão superpesado no Campeonato Mundial Profissional de Jiu-Jitsu de Abu Dhabi, de 8 a 10 de novembro de 2023. Ele venceu uma medalha de ouro na divisão.
Andrew retornou à divisão peso-pesado para a edição inaugural do torneio The Crown da IBJJF, em 19 de novembro de 2023. Ele venceu Francisco Lo e  Gustavo Batista para conquistar o título.

### 2024 - Suspensão da USADA
Andrew começou o ano competindo na divisão peso-pesado do Campeonato Europeu de Jiu-Jitsu IBJJF 2024, de 28 a 29 de janeiro de 2024. Ele perdeu para Adam Wardzinski [en] na final e conquistou a medalha de prata.
Andrew competiu contra Rayron Gracie em uma superluta no ADXC 3, em 2 de março de 2024. Ele perdeu a luta por finalização.
Andrew venceu uma medalha de ouro na divisão peso-pesado do Campeonato Pan-Americano de Jiu-Jitsu Brasileiro, em 24 de março de 2024. Em seguida, conquistou medalhas de ouro nas divisões peso-pesado e absoluta do New York Spring Open da IBJJF 2024, em 6 de abril de 2024.
Andrew foi convidado a competir no grand prix meio-pesado do BJJ Stars 12, em 27 de abril de 2024. Ele venceu três adversários e conquistou o torneio.
Andrew competiu contra Anderson Munis no BJJ Stars 13: Vikings Edition, em 3 de agosto de 2024. Ele venceu a luta por finalização.
Andrew foi convidado a competir na divisão acima de 80 kg do inaugural Craig Jones Invitational, de 16 a 17 de agosto de 2024. Ele derrotou Greg Kerkvliet [en], Joao Gabriel Rocha e Inacio Santos antes de perder para Nick Rodriguez [en] na final. Pouco depois, anunciou que estava deixando a  Alliance Jiu Jitsu para se juntar à  Art of Jiu Jitsu.
Em setembro de 2024, Andrew teve seu título do Pan-Americano cassado e aceitou dois anos de inelegibilidade após testar positivo para clomifeno e seus metabólitos em 24 de março de 2024. Ele recebeu uma suspensão provisória em 16 de abril de 2024, que serve como a data inicial de seus dois anos de inelegibilidade. Andrew foi o 13º atleta de jiu-jitsu pego desde a introdução de testes antidoping no circuito da IBJJF.
Andrew estava escalado para competir contra Davis Asare no Polaris 29, em 7 de setembro de 2024. A organização posteriormente o removeu do evento, em conformidade com sua política antidoping.
Andrew venceu uma medalha de ouro na divisão meio-pesado do Abu Dhabi Grand Slam - Dallas, em 29 de setembro de 2024.
Andrew enfrentou Jansen Gomes [en] pelo título meio-pesado no evento principal do BJJ Stars 14, em 7 de dezembro de 2024. Ele perdeu a luta por pontos.

## Linhagem de instrutores
Carlos Gracie > Carlson Gracie > Élcio Figueiredo > Rodrigo Cavaca > Fellipe Andrew